# Rio Green (Utah)

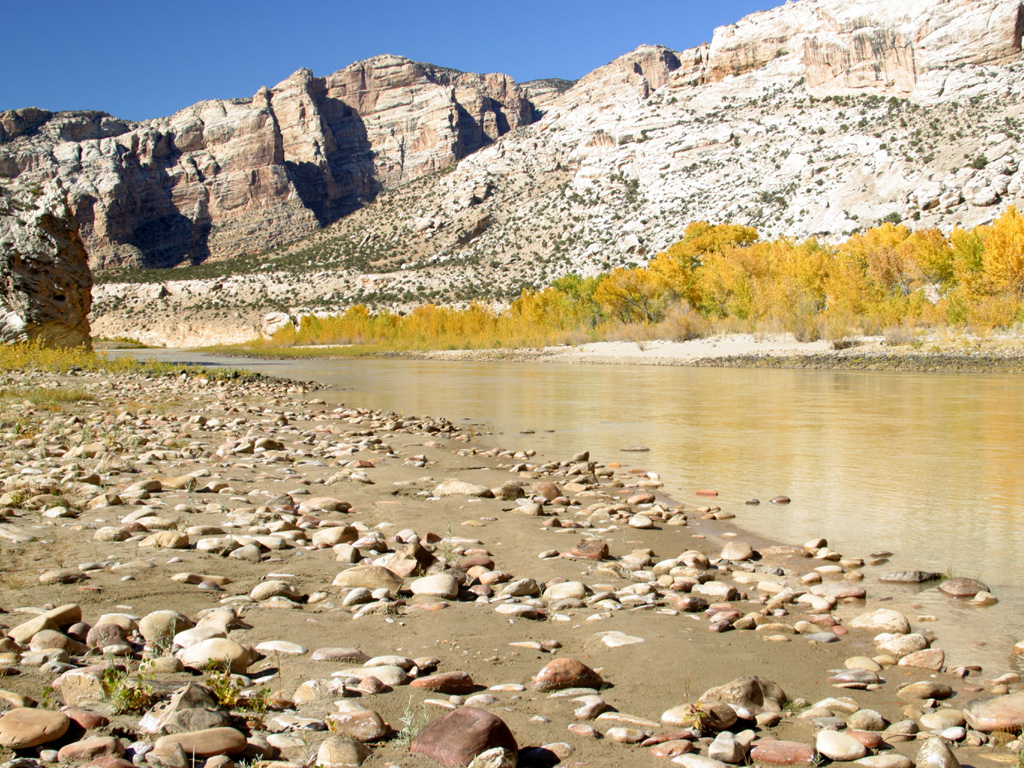
Rio Green

O rio Green é o principal afluente do rio Colorado, com cerca de 1175 km de comprimento. A sua bacia estende-se pelos estados do Wyoming, Utah e Colorado. Nasce na Cordilheira de Wind River, no Wyoming, e atravessa o Utah, drenando o nordeste deste estado. A maior parte do seu percurso situa-se no planalto do Colorado, onde forma desfiladeiros espectaculares.